# ALICE 30 SONGS〜member's best selection〜
『ALICE 30 SONGS〜member's best selection〜』（アリス・サーティ・ソングス メンバーズ・ベスト・セレクション）は、2009年7月22日にEMIミュージック・ジャパンからリリースされたアリス初のメンバー監修によるベスト・アルバム。同年の初冬にメンバーの直筆メッセージカードが封入されているスペシャルパッケージ仕様で発売された。

## 概要
アリスは1981年11月で活動を停止したが1987年になって再始動され、アルバム『ALICE X』とシングル『BURAI (曲)』がリリースされた。
2000年には神戸での阪神淡路大震災追悼コンサートがきっかけとなり2度目の再始動となり、2001年になって結成30周年記念などとして1987年の『ALICE X』以来14年ぶりにアルバム『ALICE 0001』がリリースされた。
そして2009年に3度目の再始動が発表されて、「アリス・リターンズ」と銘打つ全国ツアーを敢行するアリスの再始動を記念して、初のメンバー監修による、レーベルを超えたオールタイム・ベストとなったのが本アルバムである。

## 収録曲
収録曲は、以前発売されたアルバムに収録されている楽曲はシングルにて発売されていてもアルバム収録とし、アルバム収録がされていない楽曲のみ、シングル収録として記述した。

### DISC1
1. 明日への讃歌
  - 作詞・作曲:谷村新司／編曲:深町純
  - ALICE I 収録
2. 愛の光
  - 作詞・作曲:谷村新司／編曲:木田高介
  - ALICE II 収録
3. 誰もいない
  - 作詞・作曲:谷村新司／編曲:木田高介
  - ALICE II 収録
4. 黒い瞳の少女
  - 作詞:谷村新司／作曲:堀内孝雄／編曲:矢沢透
  - ALICE IV 収録
5. 今はもうだれも
  - 作詞・作曲:佐竹俊郎／編曲:矢沢透
  - ALICE V 収録
6. 遠くで汽笛を聞きながら
  - 作詞:谷村新司／作曲:堀内孝雄／編曲:篠原信彦
  - ALICE V 収録
7. 雪の音
  - 作詞・作曲:谷村新司／編曲:青木望
  - ALICE V 収録
8. あの日のままで
  - 作詞:谷村新司／作曲:堀内孝雄／編曲:アリス
  - ALICE V 収録
9. 僕の想うこと
  - 作詞・作曲:矢沢透／編曲:アリス
  - ALICE V 収録
10. 夏の終りに
  - 作詞・作曲:矢沢透／編曲:ボブ佐久間
  - ALICE V 収録
11. 帰らざる日々
  - 作詞・作曲:谷村新司／編曲:篠原信彦／ストリングス編曲:青木望
  - ALICE V 収録
12. さらば青春の時
  - 作詞・作曲:谷村新司／編曲:前田憲男
  - シングル曲
13. 冬の稲妻
  - 作詞:谷村新司／作曲:堀内孝雄／編曲:石川鷹彦 　
  - ALICE VI 収録
14. 何処へ
  - 作詞:谷村新司／作曲:堀内孝雄／編曲:青木望 　
  - ALICE VI 収録
15. 街路樹は知っていた
  - 作詞:谷村新司／作曲:堀内孝雄／編曲:石川鷹彦 　
  - ALICE VI 収録
16. 五年目の手紙
  - 作詞:谷村新司／作曲:堀内孝雄／編曲:石川鷹彦 　
  - ALICE VI 収録

### DISC2
1. 涙の誓い
  - 作詞・作曲:谷村新司／編曲:石川鷹彦 　
  - ALICE VI 収録
2. ジョニーの子守唄
  - 作詞:谷村新司／作曲:堀内孝雄／編曲:石川鷹彦 　
  - シングル曲
3. 夢去りし街角
  - 作詞:谷村新司／作曲:堀内孝雄／編曲:石川鷹彦
  - ALICE VII 収録
4. チャンピオン
  - 作詞・作曲:谷村新司／編曲:石川鷹彦 　
  - ALICE VII 収録
5. 秋止符
  - 作詞:谷村新司／作曲:堀内孝雄／編曲:石川鷹彦 　
  - ALICE VII 収録
6. 逃亡者
  - 作詞:谷村新司／作曲:矢沢透／編曲:石川鷹彦 　
  - シングル「夢去りし街角」のB面収録
7. 緑をかすめて
  - 作詞・作曲:矢沢透／編曲:青木望 　
  - ALICE VII 収録
8. それぞれの秋
  - 作詞:谷村新司／作曲:安田裕美／編曲:安田裕美・服部克久 　
  - ALICE VIII 収録
9. 狂った果実
  - 作詞:谷村新司／作曲:堀内孝雄／編曲:石川鷹彦 　
  - ALICE VIII 収録
10. LIBRA－右の心と左の心－
  - 作詞・作曲:谷村新司／編曲:難波正司
  - ALICE IX 謀反 収録
11. エスピオナージ－Espionage－
  - 作詞・作曲:谷村新司／編曲:難波正司 　
  - ALICE IX 謀反 収録
12. BURAI
  - 作詞:谷村新司／作曲:堀内孝雄／編曲:佐々木誠 　
  - ALICE X 収録
13. さよならDJ
  - 作詞:谷村新司／作曲:堀内孝雄／編曲:佐々木誠 　
  - ALICE X 収録
14. ライトハウス
  - 作詞:谷村新司／作曲:堀内孝雄／編曲:明石昌夫 　
  - ALICE 0001 収録